# Progress
Progress е шестият студиен албум на британската поп група Take That от 2010 година.
Това е последният албум на групата в оригиналния състав и последен с участието на Джейсън Ориндж. Излизат общо три сингъла – The Flood, Kidz (чийто видеоклип е сниман в България) и Happy Now. Година по-късно излиза и продължението му Progressed.

## Списък на песните
1. The Flood – 4:49
2. SOS – 3:44
3. Wait – 4:14
4. Kidz – 4:42
5. Pretty Things – 4:03
6. Happy Now – 4:02
7. Underground Machine – 4:15
8. What Do You Want from Me? – 4:37
9. Affirmation – 3:54
10. Eight Letters – 4:40
11. Flowerbed (скрит трак) – 3:48